# Wildes Herz (Lied)
Wildes Herz ist ein Lied der Band Down Below, das die Gruppe 2009 auf ihrem dritten Album Wildes Herz veröffentlichte. 

## Entstehung und Veröffentlichungen
Nachdem Down Below beim Bundesvision Song Contest 2008 den dritten Platz mit dem Stück Sand in meiner Hand erreicht hatte, war die Band darum bemüht mit weiteren Veröffentlichungen und Auftritten anzuknüpfen, doch die Universal Music Group unterstütze die Band vorerst nicht dabei. Im folgenden Herbst bestritt die Gruppe eine Headliner-Tour und arbeitete an einem dritten Album. Sänger Neo Scope schrieb ausschließlich deutsche Texte als Neuerung. Nach seiner Einschätzung lernte er nach dem Erfolg beim Bundesvision Song Contest sein Gefühl für die deutsche „Sprache in der Musik zu entwickeln und […] Gedanken und Emotionen darin zu transportieren, sodass es ab dann eigentlich relativ unkompliziert weiterlief.“ Die Musik wurde von Anders Wollbeck, Mattias Lindblom und Neo Scope gemeinsam geschrieben. Die Band reichte beim Label Demo-Songs ein, konnte aber keine Übereinkunft für die Ausrichtung des dritten Albums treffen. Als Konsequenz trennten sich Universal und Down Below einvernehmlich. Down Below wechselte zum Soulfood-Music-Subunternehmen Premium Records. Aufgenommen wurde das Stück im Soundart-Recording Studios in Roßlau. Produziert und arrangiert wurde das Lied von Henning Verlage. Gemastert und abgemischt wurde das Stück von Vincent Sorg. Das Stück erschien am 26. Juni 2009 als Titelstück des dritten Albums (Katalognummer 0000262PRE).

## Rezeption
Album und Stück wurden von der Kritik unterschiedlich aufgenommen. Einerseits hieß es Wildes Herz wirke wie „Goth-Schlager“ oder „Schlagergesang mit Rockerimage“, an anderer Stelle wurde das Stück für einen „schicken 80er Jahre-Flair, hämmernde[…] Drums und […] rosa Refrain“ unter der Einschränkung, dass es „sicher die Meinungen der Hörer spalten“ würde gelobt. Die Musik tendiere zunehmend zum Pop-Rock. Die Produktion sei gereift und zeuge von Professionalität, allerdings sollten „Liebhaber von Darkrock […] vorsichtig reinhören, um nicht enttäuscht zu sein.“ Trotz der unterschiedlichen Beurteilungen entwickelte sich das Stück zu einem Hit der Gruppe, der neben Sand in meiner Hand „für berstende Stimmung“ bei Auftritten sorge.

## Musik
Wildes Herz wird dem Dark Rock und Pop-Rock zugerechnet. Das Stück wurde im 4/4-Takt und im Grundton G-Dur bei einem Tempo von 130 BpM geschrieben. Das Stück gilt als stimmungsvoll, besonders energiegeladen und tanzbar. Im „Upper Midtempo“ gehalten, vermittelt das Stück eine positive Grundstimmung. Der Refrain sei eingängig, die Strophen seien allerdings analog zu jenen des Stücks Angst der Neue-Deutsche-Härte-Band Eisbrecher arrangiert. Die Ähnlichkeit sei jedoch rein zufällig und das Stück der Band zuvor nicht bekannt gewesen. Die ab der 29. Sekunde eingesetzte Synthesizer-Spur sampelt indes die markante Leadspur des Stücks Smalltown Boy von Bronski Beat.
Der Text ist als Anrede verfasst. In den zweimal vierzeiligen Strophen wird im Kreuzreim „mein wildes Herz“ mit diversen Aufforderungen angesprochen eine gemeinsame Nacht in Freiheit zu verleben.

„Mein wildes Herz, ich bin ganz nah

Und heute Nacht befrei ich dich

Komm, wir tauchen ein ins Schwarz

Während sie schlafen, hol ich dich“